# Dante Benvenuti
Dante Benvenuti (Buenos Aires, 10 de julio de 1925 – 19 de marzo de 2012) fue un ciclista de ciclocross ítalo-argentino. Compitió en las pruebas individuales y de equipo de ruta de los Juegos Olímpicos de Londres 1948. Era padre del también ciclista Osvaldo Benvenuti,